# Canton Neuchâtel
Il Canton Neuchâtel, ufficialmente Repubblica e cantone di Neuchâtel (in francese République et canton de Neuchâtel), è uno dei ventisei cantoni della Svizzera. È situato nella Svizzera romanda.

## Storia
Il nome del cantone deriva da quello latino di Novum Castellum. Rodolfo III di Borgogna menzionò Neuchâtel nelle sue volontà del 1032. La dinastia del conte Ulrich von Fenis conquistò la città e i suoi territori nel 1034. La dinastia prosperò e per il 1373 tutte le terre ora parte del cantone appartenevano al conte. Nel 1405 le città di Berna e Neuchâtel entrarono in unione. Le terre di Neuchâtel passarono ai signori di Friburgo all'incirca un secolo dopo, e quindi nel 1504 al casato francese degli Orléans-Longueville, ramo illegittimo della famiglia reale francese.
Il predicatore francese Guglielmo Farel nel 1530, portò la Riforma protestante nel cantone. Quando la casa di Orléans-Longueville, sotto il cui governo la contea era divenuta nel 1648 il principato di Neuchâtel, si estinse nel 1707, i suoi titoli e territori di Neuchâtel vennero ereditati dalla casata dei sovrani di Prussia. Il re di Prussia fu sovrano della regione fino al 1848, con l'eccezione del periodo tra il 1806 e il 1814, quando le terre vennero governate da un maresciallo di Napoleone, Louis Alexandre Berthier. Nel 1815 il Canton Neuchâtel venne ammesso come membro pieno nella Confederazione Svizzera, il primo tra i cantoni che non fosse una repubblica, ma un principato. La situazione cambiò nel 1848 quando ebbe luogo una rivoluzione pacifica e venne istituito un governo repubblicano. Il re di Prussia non si arrese immediatamente e ci furono diversi tentativi di una contro-rivoluzione. Nel 1857 il re di Prussia rinunciò definitivamente alle pretese sulla regione.

## Geografia fisica
Il canton Neuchâtel è situato nella Svizzera occidentale. Confina a nord-est con il canton Berna e con il canton Giura, a nord-ovest con la Francia (dipartimento del Doubs in Franca Contea), a sud-ovest con il canton Vaud e a sud-est con il canton Friburgo. Il cantone giace nella parte centrale della catena del Giura. Il lago di Neuchâtel delimita i territori meridionali del cantone, mentre il fiume Doubs ne bagna la parte settentrionale.
Il cantone viene comunemente diviso in tre regioni: la Vignoble, che si trova lungo il lago e il cui nome deriva dai molti vigneti che vi si trovano, le due valli del Ruz e di Travers che si trovano a circa 700 m s.l.m., e la regione montuosa, che va dai 900 ai 1065 m. La regione montuosa è composta da una lunga valle che ospita La Chaux-de-Fonds, Le Locle e La Brévine.

## Società
I circa 178000 abitanti (al 2016) sono equamente distribuiti tra molte piccole città e villaggi che costeggiano la riva del lago di Neuchâtel. La densità media di popolazione è di 222 abitanti per km². Neuchâtel (circa 33000 abitanti al 2010) è la capitale del cantone, mentre La Chaux-de-Fonds (circa 37500 abitanti al 2010) è il più grande insediamento del cantone. Circa 38000 abitanti del cantone (vale a dire quasi un quarto della popolazione) sono di origine straniera.

### Evoluzione demografica
Nel XVII secolo i territori di Neuchâtel videro stabilirsi gruppi di ugonotti in fuga dalla Francia. I territori del cantone conobbero un'importante evoluzione demografica soprattutto a partire dalla metà del XVIII secolo, con lo sviluppo dell'industria orologiera e tessile, le quali attirarono un'ampia immigrazione dal resto della Svizzera e poi da Francia e Germania; nel 1806 gli immigrati giunsero infatti a rappresentare il 27% della popolazione del cantone, mentre nella capitale costituivano ormai una piccola maggioranza. Oltre all'immigrazione, importante contributo lo dettero il miglioramento delle condizioni di igiene e i conseguenti abbassamenti dei tassi di mortalità. La popolazione passò dalle 32300 unità nel 1752 alle 70753 nel 1850. In parallelo all'immigrazione, molti abitanti locali emigrarono verso il resto della Svizzera o verso l'America del nord. Dopo aver raggiunto i 135900 abitanti nel 1917 la crescita demografica del cantone si assestò, per poi riprendere dopo la seconda guerra mondiale. Nel XX secolo la gran parte dell'immigrazione estera proveniva dall'Italia, oltre che da Portogallo, Francia, Spagna e Jugoslavia.
Abitanti censiti (migliaia)

### Lingue e dialetti
Il cantone è di lingua francese. Fino ai primi decenni del XIX secolo la popolazione locale parlava il francoprovenzale, il quale cadde in disuso in favore del francese per effetto della rapida industrializzazione e per la conseguente immigrazione dal resto della Svizzera. Stando alle testimonianze di vari intellettuali, già tra gli anni 1850 e 1870 il francoprovenzale neocastellano risultava quasi completamente caduto in disuso anche nelle zone rurali e destinato a una fine prossima; a partire dal 1890 un gruppo di ricercatori guidati dal dialettologo Louis Gauchat avviò quindi un ampio progetto di documentazione dei dialetti locali. Gli ultimi locutori del francoprovenzale neocastellano morirono a Le Landeron negli anni 1920. Malgrado la sua definitiva estinzione, il francoprovenzale neocastellano è stato rivitalizzato nel XXI secolo da una famiglia di appassionati.
| Anno | Popolazione totale | Francese | Tedesco | Italiano | Romancio | Altre |
| ---- | ------------------ | -------- | ------- | -------- | -------- | ----- |
| 1880 | 102744             | 77525    | 24489   | 1346     | 15       | 357   |
| 1900 | 126279             | 104551   | 17629   | 3664     | 34       | 401   |
| 1950 | 128152             | 108408   | 15149   | 3939     | 97       | 559   |
| 1970 | 169173             | 123573   | 15630   | 21607    | 114      | 8249  |
| 2000 | 167949             | 143191   | 6849    | 5407     | 95       | 12407 |

### Religioni
Nella prima metà del XVI secolo la predicazione di Guillaume Farel portò Neuchâtel ad aderire alla Riforma protestante. Il cattolicesimo venne reintrodotto per la prima volta a partire dal XIX secolo, sotto l'amministrazione di Louis Alexandre Berthier. Il libero esercizio del culto cattolico venne confermato con la Restaurazione e la costituzione 1848 garantì libertà religiosa e di coscienza; la chiesa protestante di Neuchâtel divenne chiesa di Stato, iniziativa che provocò una scissione e la costituzione di una libera Chiesa. Nel 1941 chiesa e cantone furono separati e nel 1943 venne fondata l'Eglise réformée évangélique du canton de Neuchâtel.
A partire dal XIX secolo si stabilirono nel cantone vari gruppi evangelici, tra i quali l'Esercito della Salvezza, e una comunità ebraica. Nel XX secolo per effetto dell'immigrazione nel cantone si ampliò enormemente la popolazione cattolica e vi si stabilirono comunità musulmane e ortodosse. La popolazione non affiliata passò dal rappresentare dal 2% nel 1970 al 22% nel 2000.
| Anno | Popolazione totale | Protestanti    | Cattolici     | Cattolico-cristiani | Altri e non affiliati |
| ---- | ------------------ | -------------- | ------------- | ------------------- | --------------------- |
| 1850 | 70753              | 64952 (91,8%)  | 5570 (7,9%)   |                     | 231                   |
| 1880 | 102744             | 91076 (87,8%)  | 11651 (11,2%) |                     | 1005                  |
| 1900 | 126279             | 107291 (85,0%) | 17731 (14,0%) |                     | 1257                  |
| 1950 | 128152             | 100158 (78,2%) | 24829 (19,4%) | 768                 | 2397                  |
| 1970 | 169173             | 97843 (57,9%)  | 64919 (38,4%) | 673                 | 5738                  |
| 2000 | 167949             | 63974 (38,1%)  | 51257 (30,5%) | 559                 | 52159                 |

## Municipalità
Il cantone è suddiviso in 27 comuni; fino al 31 dicembre 2017 i comuni, in numero maggiore poi ridotto in seguito a diverse fusioni di comuni, erano ripartiti in 6 distretti.

## Economia
Dominata fino al XVIII secolo da agricoltura e allevamento, l'economia di Neuchâtel conobbe un rapido sviluppo industriale a partire dagli anni 1750, soprattutto nell'ambito dell'orologeria e della produzione tessile, fenomeno favorito anche dalle innovazioni introdotte dagli ugonotti e dall'adozione del liberalismo economico. L'economia cantonale fu colpita da una crisi durante il periodo interbellico, per poi riprendere a prosperare dopo la seconda guerra mondiale. Negli anni 1970 Neuchâtel fu colpita da una nuova crisi, causata dalla concorrenza giapponese nell'ambito dell'industria orologiera. A partire dagli anni 1980 si sviluppò l'industria elettronica. Nel 2000 il 3,3% della popolazione lavorava nel settore primario, il 29,7%	 in quello secondario e il 67,0% in quello terziario. Nel 2008 8000 frontalieri lavoravano nel cantone. Nel 2020 i frontalieri costituivano il 12% della forza lavoro del cantone.